# アグスティニア
アグスティニア（Agustinia）は白亜紀前期に現在の南アメリカに生息していた竜脚類恐竜の属の一つである。現在のところ唯一の種Agustinia ligabuei のみが知られており、その唯一の化石標本はアルゼンチン、ネウケン州にある
ローハンキュラ累層（en）から発見されている。この地層は白亜紀前期アプト期からアルブ期（1億1600万年前から1億年前）のものと推定されている。
属名は標本の発見者であるAgustin Martinelliに献名されたものである。この恐竜は初め1998年にアルゼンチンの著名な古生物学者ホセ・ボナパルテによりアブストラクトのみが発表された。最初の属名は"Augustia"であったが、この名は既に甲虫類の属名として先取されていた（同様のケースであるメガプノサウルス、プロトグナトサウルス（Protognathosaurus）も参照）。ボナパルテは1999年に発表した一般論文のなかでAgustiniaと改名した。タイプ種Agustinia ligabueiの種小名は化石が発見された調査に資金提供を行ったフィランソロピストDr. Giancarlo Ligabueに献名されたものである。

## 特徴
現在のところ断片的な化石しか知られていないが、これには断片的な胴椎、骨盤、尾椎が含まれている。後肢の化石も回収されており、 腓骨、脛骨が各１つ、中足骨が5つ含まれている。大腿骨の同じ場所で発見されているが回収できないほど断片化している。
Agustinia ligabuei は独特の装甲板があると仮定されることで知られるが、これは当初近縁ではない剣竜類のような背中の中心に沿って並ぶ幅の広い、垂直のスパイクとプレートであると解釈されていた。しかし、保存状態の良くない化石をさらに研究した結果、これら「プレート」に見えたものは実は肋骨や骨盤の断片である可能性が高いことが示された。
装甲があると仮定されていることを除くと、アグスティニアの記載されている解剖学的な特徴は非常に少ない。発見されている腓骨の長さは約900 mmで、これを他の恐竜のものと比較すると体長は約15 mと推定される。しかし、化石は断片的であり、独自の装甲があった可能性にも疑問があり、他の近縁種と比較するには不十分であるためアグスティニアが疑問名であるとする研究者もいる

## 分類
装甲を持つことが仮定されていたため、アグスティニアは当初、独自の科であるアグスティニア科（Agustiniidae）に分類された。この科名は一般にはあまり受け入れられていない。アグスティニアは特徴が断片的で、かつディプロドクス上科の特徴もティタノサウルス類の特徴も併せ持つため分類が困難である。標本に見られるわずかな独特の特徴からはソンフォスポンディリの一種であることが示されるが、これ以上のより正確な類縁関係を決定することは出来ない

## 参照
1. ↑  Bonaparte, J.F. 1998. An armoured sauropod from the Aptian of northern Patagonia, Argentina. In: Tomida, Y., Rich, T. H. & Vickers-Rich, P. (Eds.). Second Symposium Gondwana Dinosaurs, 12–13 July 1998, Abstracts with Program. Tokyo: National Science Museum. Pg. 10.
2. 1 2  Bonaparte, J.F. 1999. An armoured sauropod from the Aptian of northern Patagonia, Argentina. In: Tomida, Y., Rich, T. H. & Vickers-Rich, P. (Eds.). Proceedings of the Second Gondwanan Dinosaur Symposium Tokyo: National Science Museum Monographs #15. Pp. 1–12.
3. 1 2 3  Mannion, P. D., Upchurch, P., Barnes, R. N., & Mateus, O. (2013). "Osteology of the Late Jurassic Portuguese sauropod dinosaur Lusotitan atalaiensis (Macronaria) and the evolutionary history of basal titanosauriforms." Zoological Journal of the Linnean Society, 168, 98–206.

- Upchurch, P., Barrett, P.M., & Dodson, P. 2004. Sauropoda. In: Weishampel, D.B., Dodson, P., & Osmolska, H. (Eds.) The Dinosauria (2nd Edition). Berkeley: University of California Press. Pp. 259–322.